# Josef Matl
Josef Matl [józef matl'], profesor slavistike na graški univerzi v Avstriji, * 1897 Črnci, † 1974, Rottenmann.